# Riu Sile
El riu Sile (en llatí Silis, en venecià: Sil) és un riu del nord d'Itàlia amb una llargada de 95 km. Neix a Casacorba, prop de Vedelago (Província de Treviso), on brolla de diverses fonts, la més coneguda la Fontanasso dea Coa Longa, oficialment considerada el naixement del riu.
Flueix cap a la llacuna de Venècia, de la qual forma el límit nord, al port de Piave Vecchia. S'hi uneixen afluents com el Botteniga, el Piovega, el Dosson, el Serva, el Bigonzo, el Corbetta, el canal de Gronda, el Cerca, el Limbraga, el Storga, el Melma, el Nerbon o el Musestre.
Té una conca de 658 km² i un cabal mitjà de 55 m³/s. Tot el seu curs està protegit per un parc regional (Parco naturale regionale del Fiume Sile). Ja en parlava Plini el Vell (que l'anomena Sele), que deia que desaiguava a les llacunes d'Altino. El riu també és citat per Dante Alighieri a la Divina Comèdia.

## Galeria fotogràfica

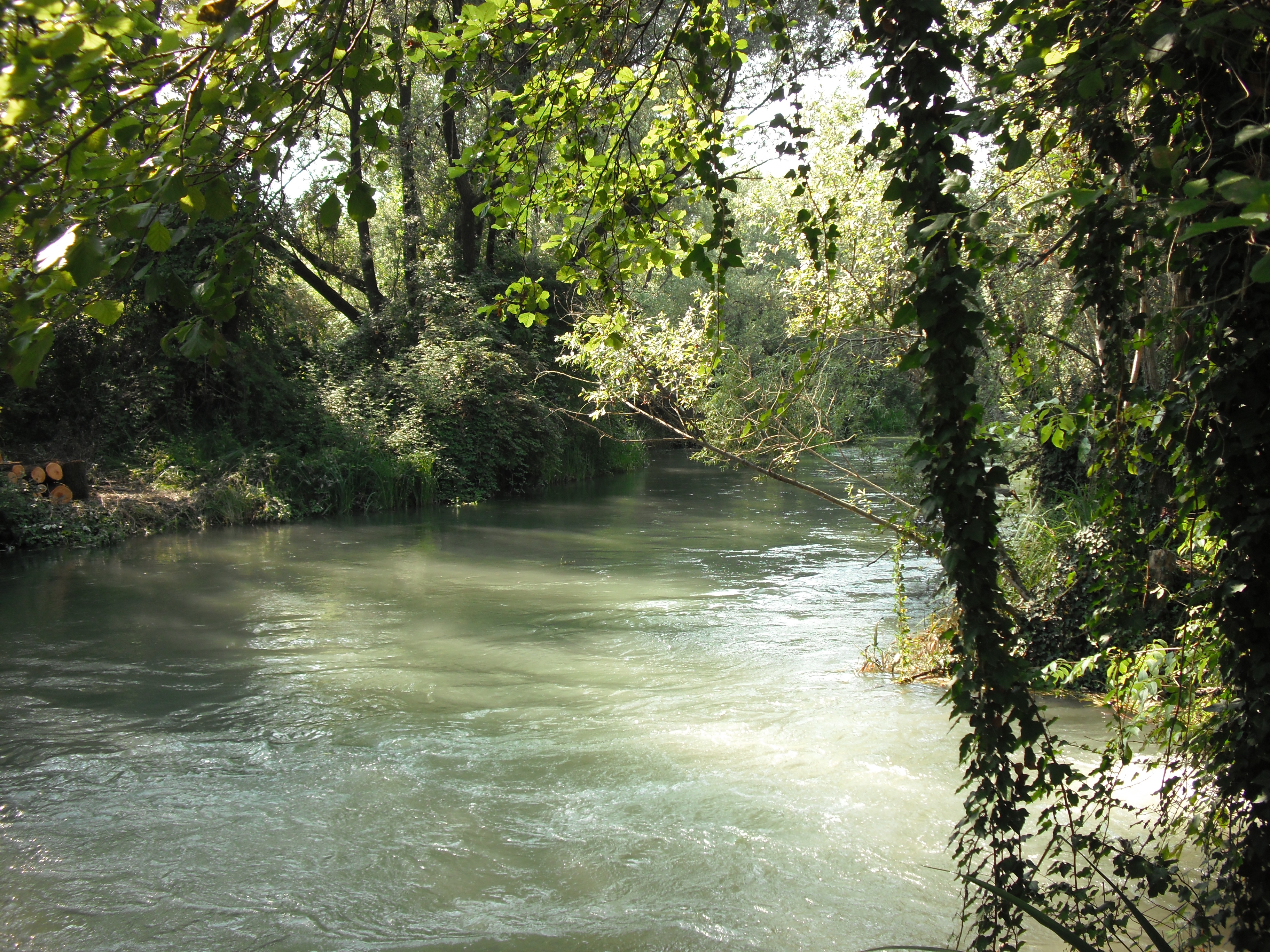
El riu Sile a Santa Cristina de Quinto di Treviso.
El Sile a Treviso.
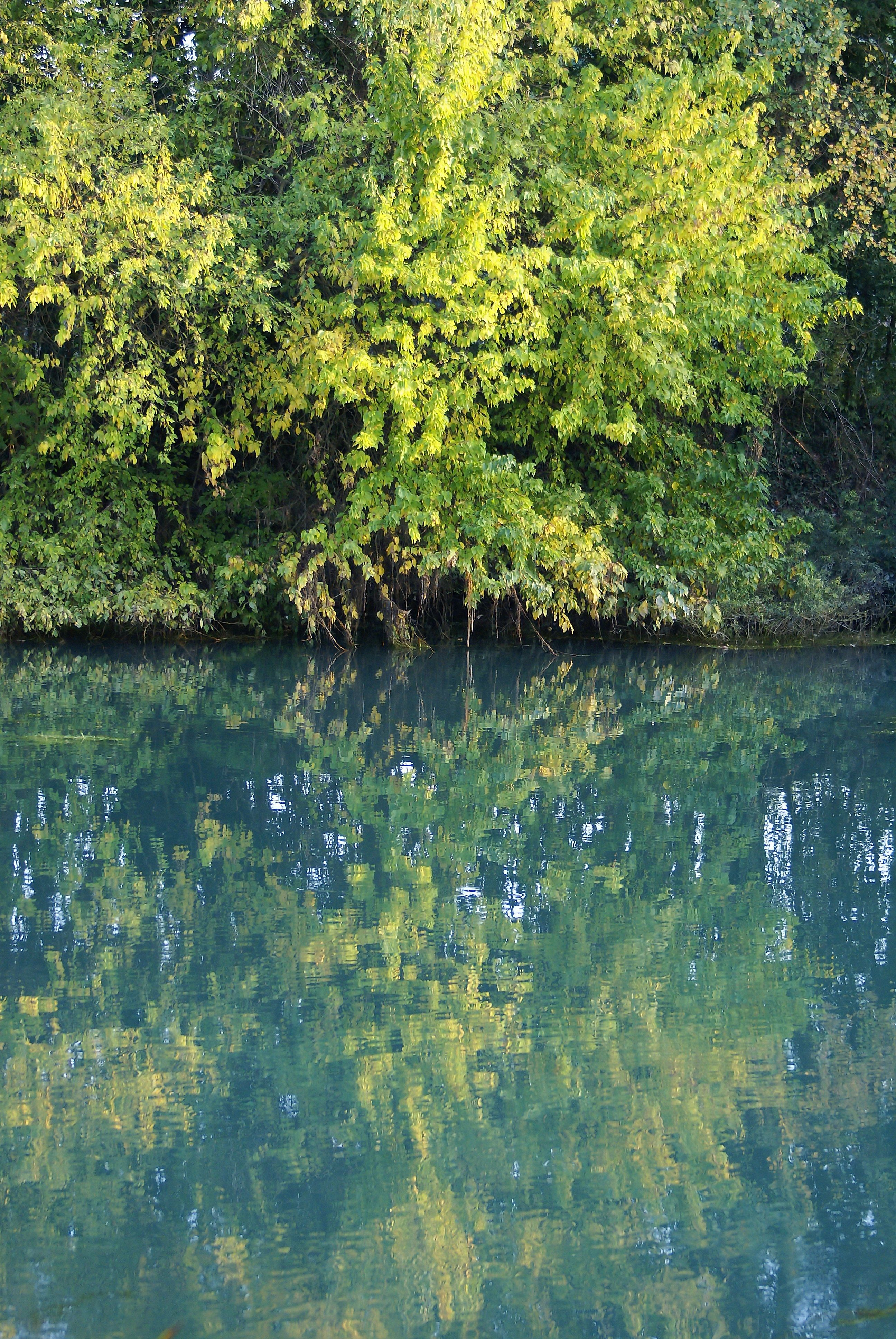
El Sile a Casier.
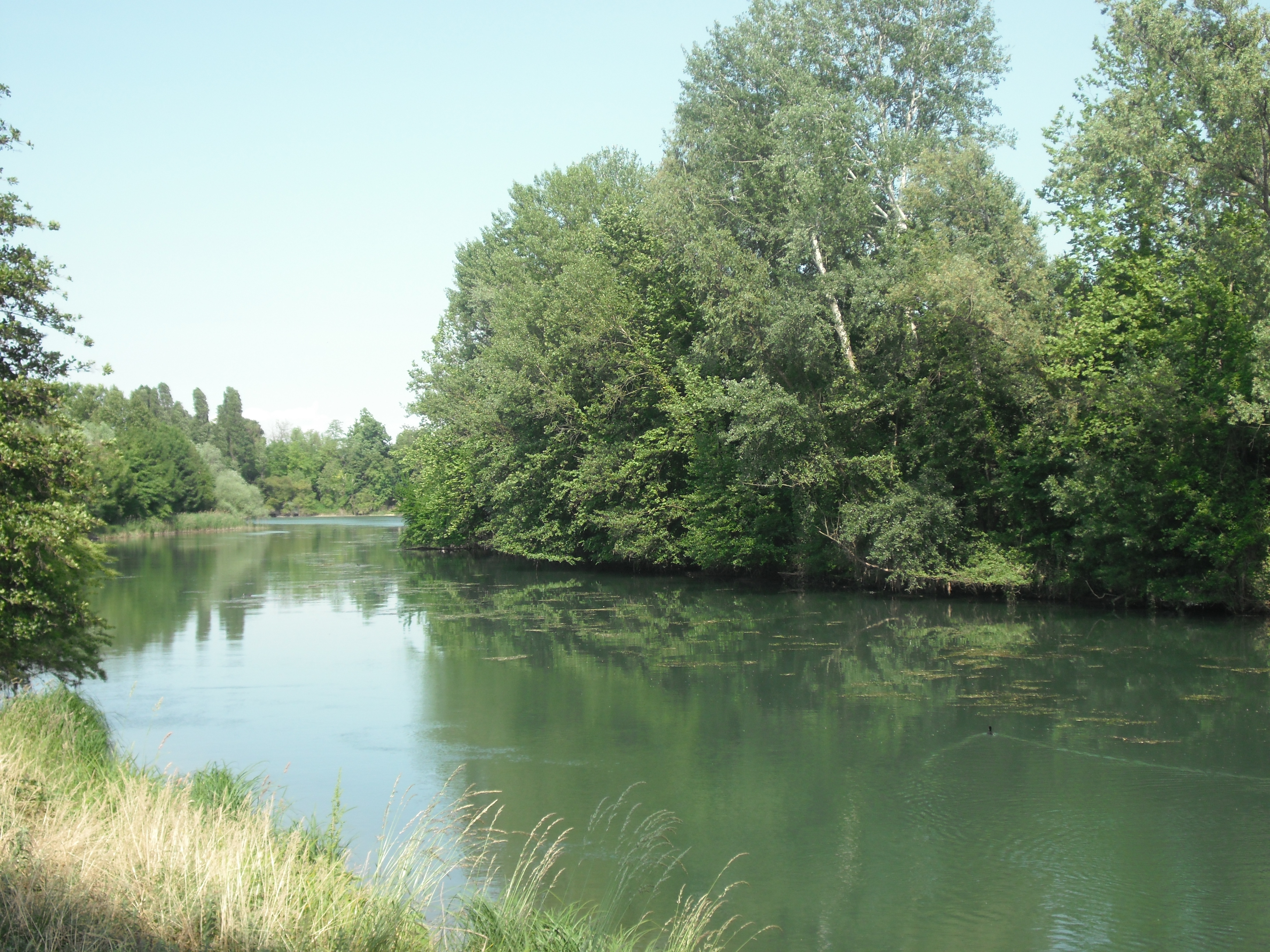
Riu Sile a Casier.